# Cryptoleptodon rigidulus
Cryptoleptodon rigidulus är en bladmossart som beskrevs av Brotherus 1906. Cryptoleptodon rigidulus ingår i släktet Cryptoleptodon och familjen Pterobryaceae. Inga underarter finns listade i Catalogue of Life.